# 邦南春寺

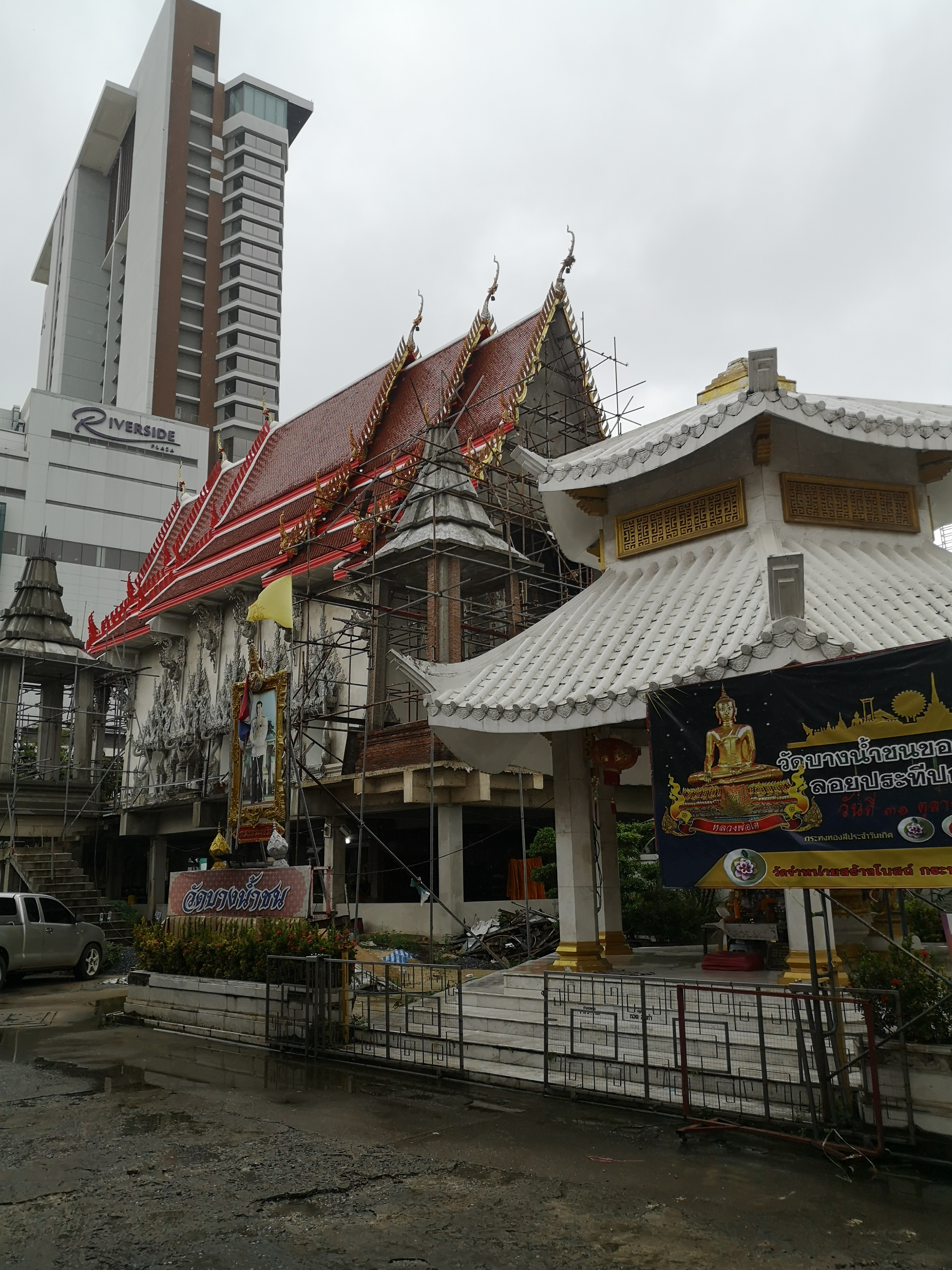
邦南春寺。

邦南春寺是一座位于泰国曼谷吞武里县邦南春运河沿岸的皇家寺庙。相传始建于1803年。